# David di Donatello 2010
La 55a edició dels premis David di Donatello, concedits per l'Acadèmia del Cinema Italià va tenir lloc el 7 de maig de 2010 a l'Auditorium Conciliazione de Roma. La gala fou transmesa per RaiSat en directe i en diferit per Rai Uno. Les candidatures es van fer públiques el 8 d’abril.

## Guanyadors

### Millor pel·lícula
- L'uomo che verrà, dirigida per Giorgio Diritti
- Baarìa, dirigida per Giuseppe Tornatore
- La prima cosa bella, dirigida per Paolo Virzì
- Mine vaganti, dirigida per Ferzan Özpetek
- Vincere, dirigida per Marco Bellocchio

### Millor director
- Marco Bellocchio - Vincere
- Giuseppe Tornatore - Baarìa
- Giorgio Diritti - L'uomo che verrà
- Paolo Virzì - La prima cosa bella
- Ferzan Özpetek - Mine vaganti

### Millor director novell
- Valerio Mieli - Dieci inverni
- Susanna Nicchiarelli - Cosmonauta
- Claudio Noce - Good Morning Aman
- Marco Chiarini - L'uomo fiammifero
- Giuseppe Capotondi - La doppia ora

### Millor argument
- Francesco Bruni, Francesco Piccolo i Paolo Virzì - La prima cosa bella
- Jim Carrington, Andrea Purgatori, Marco Risi i Maurizio Cerino - Fortapàsc
- Giorgio Diritti, Giovanni Galavotti i Tania Pedroni - L'uomo che verrà
- Ivan Cotroneo i Ferzan Özpetek - Mine vaganti
- Marco Bellocchio i Daniela Ceselli - Vincere

### Millor productor
- Simone Bachini i Giorgio Diritti - L'uomo che verrà
- Giampaolo Letta i Mario Spedaletti - Baarìa
- Angelo Barbagallo i Gianluca Curti - Fortapàsc
- Domenico Procacci - Mine vaganti
- Mario Gianani - Vincere

### Millor actriu
- Micaela Ramazzotti - La prima cosa bella
- Greta Zuccheri Montanari - L'uomo che verrà
- Stefania Sandrelli - La prima cosa bella
- Margherita Buy - Lo spazio bianco
- Giovanna Mezzogiorno - Vincere

### Millor actor
- Valerio Mastandrea - La prima cosa bella
- Libero De Rienzo - Fortapàsc
- Antonio Albanese - Questione di cuore
- Kim Rossi Stuart - Questione di cuore
- Filippo Timi - Vincere

### Millor actriu no protagonista
- Ilaria Occhini - Mine vaganti
- Anita Kravos - Alza la testa
- Alba Rohrwacher - L'uomo che verrà
- Claudia Pandolfi - La prima cosa bella
- Elena Sofia Ricci - Mine vaganti

### Millor actor no protagonista
- Ennio Fantastichini - Mine vaganti
- Il complesso degli attori non protagonisti - Baarìa
- Pierfrancesco Favino - Baciami ancora
- Marco Giallini - Io, loro e Lara
- Marco Messeri - La prima cosa bella

### Millor músic
- Ennio Morricone - Baarìa
- Marco Biscarini e Daniele Furlati - L'uomo che verrà
- Carlo Virzì - La prima cosa bella
- Pasquale Catalano - Mine vaganti
- Carlo Crivelli - Vincere

### Millor cançó original
- Baciami ancora de Jovanotti - Baciami ancora
- Angela de Checco Zalone - Cado dalle nubi
- 21st Century Boy de Bad Love Experience - La prima cosa bella
- Sogno de Patty Pravo - Mine vaganti
- Canzone in prigione - Marlene Kuntz - Tutta colpa di Giuda

### Millor fotografia
- Daniele Ciprì - Vincere
- Enrico Lucidi - Baarìa
- Roberto Cimatti - L'uomo che verrà
- Nicola Pecorini - La prima cosa bella
- iMaurizio Calvesi - Mine vaganti

### Millor escenografia
- Marco Dentici - Vincere
- Maurizio Sabatini - Baarìa
- Giancarlo Basili - L'uomo che verrà
- Tonino Zera - La prima cosa bella
- Andrea Crisanti - Mine vaganti

### Millor vestuari
- Sergio Ballo - Vincere
- Luigi Bonanno - Baarìa
- Lia Francesca Morandini - L'uomo che verrà
- Gabriella Pescucci - La prima cosa bella
- Alessandro Lai - Mine vaganti

### Millor maquillatge
- Franco Corridoni - Vincere
- Gino Zamprioli - Baarìa
- Amel Ben Soltane - L'uomo che verrà
- Paola Gattabrusi - La prima cosa bella
- Luigi Rocchetti i Erzsébet Forgács - Mi ricordo Anna Frank

### Millor perruqueria
- Alberta Giuliani - Vincere
- Giusy Bovino - Baarìa
- Aldo Signoretti i Susana Sanchez Nunez - Io, Don Giovanni
- Daniela Tartari - L'uomo che verrà
- Massimo Gattabrusi - La prima cosa bella

### Millor muntatge
- Francesca Calvelli - Vincere
- Massimo Quaglia - Baarìa
- Giorgio Diritti i Paolo Marzoni - L'uomo che verrà
- Simone Manetti - La prima cosa bella
- Patrizio Marone - Mine vaganti

### Millor enginyer de so directe
- Carlo Missidenti - L'uomo che verrà
- Faouzi Thabet - Baarìa
- Bruno Pupparo - Genitori & figli - Agitare bene prima dell'uso
- Mario Iaquone - La prima cosa bella
- Gaetano Carito - Vincere

### Millors efectes especials visuals
- Paola Trisoglio i Stefano Marinoni - Vincere
- Mario Zanot - Baarìa
- LIMINA - L'uomo che verrà
- Ermanno Di Nicola - L'uomo fiammifero
- EDI – Effetti Digitali Italiani - La prima cosa bella

### Millor documental
- La bocca del lupo, dirigida per Pietro Marcello
- Hollywood sul Tevere, dirigida per Marco Spagnoli
- L'isola dei sordobimbi, dirigida per Stefano Cattini
- The One Man Beatles, dirigida per Cosimo Messeri
- Valentina Postika in attesa di partire, dirigida per Caterina Carone

### Millor curtmetratge
- Passing Time, dirigida per Laura Bispuri
- L'altra metà, dirigida per Pippo Mezzapesa
- Buonanotte, dirigida per Riccardo Banfi
- Nuvole, mani, dirigida per Simone Massi
- Uerra, dirigida per Paolo Sassanelli

### Millor pel·lícula de la Unió Europea
- El concert (Le concert), dirigida per Radu Mihăileanu
- Das weiße Band, dirigida per Michael Haneke
- Un profeta (Un prophète), dirigida per Jacques Audiard
- Soul Kitchen, dirigida per Fatih Akın
- Welcome, dirigida per Philippe Lioret

### Millor pel·lícula estrangera
- Maleïts malparits (Inglourious Basterds), dirigida per Quentin Tarantino
- A Serious Man, dirigida per Ethan Coen e Joel Coen
- Avatar, dirigida per James Cameron
- Invictus, dirigida per Clint Eastwood
- Up in the Air, dirigida per Jason Reitman

### Premi David Jove
- Baarìa, dirigida per Giuseppe Tornatore
- Baciami ancora, dirigida per Gabriele Muccino
- Genitori & figli - Agitare bene prima dell'uso, dirigida per Giovanni Veronesi
- Io, loro e Lara, dirigida per Carlo Verdone
- L'uomo che verrà, dirigida per Giorgio Diritti

### David especial
- Lina Wertmüller a la carrera
- Bud Spencer a la carrera
- Terence Hill a la carrera
- Tonino Guerra a la carrera